# 트라팔가 광장

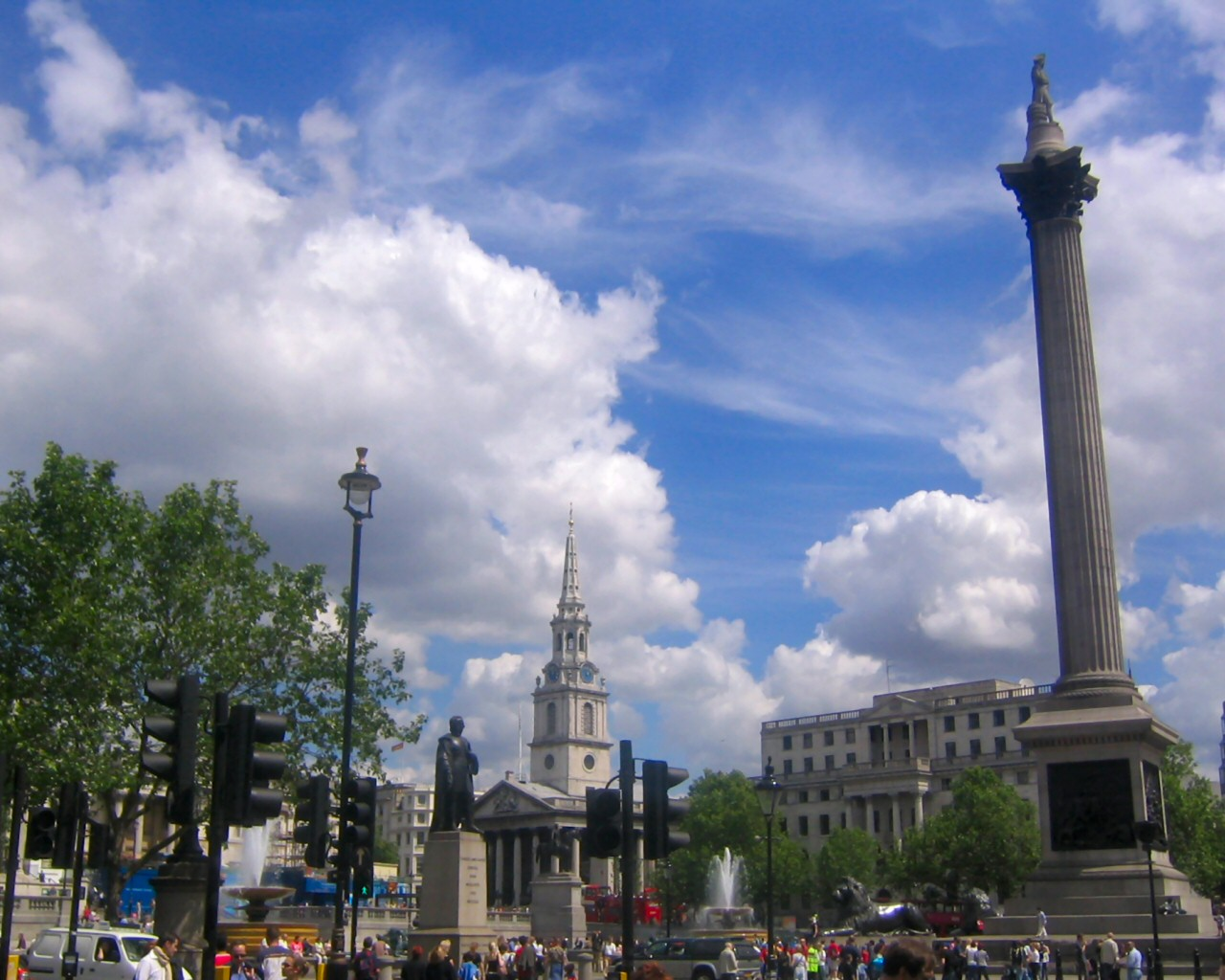
트래펄가 광장

트라팔가 광장(Trafalgar Square)은 영국 런던 코번트 가든에 있는 광장으로 1805년 트라팔가르 해전을 기념하여 만든 곳이다. 처음엔 윌리엄 4세 광장이란 이름으로 불렸으나, 건축가였던 조지 리드웰 테일러(George Ledwell Taylor)의 제안으로 인해 트라팔가 광장이 되었다.
이 광장은 에드워드 1세의 시대에는 왕가의 정원이었다. 1820년대 조지 4세가 건축가 존 내슈에게 이 지역의 재개발을 의뢰하면서 지금의 형태가 된 것은 1845년에 이르러서였다.
내셔널 갤러리 바깥으로 나오면 거리의 행위 예술가들을 많이 만나볼 수 있다. 대개 막대기 하나를 짚고 서 있는 마술을 선보여 눈길을 끌며, 런더너들에게 버스킹 하면 생각나는 곳으로 꼽힐 만큼 늦은 저녁까지 버스커들로 붐빈다.
또한 이 광장은 정치 연설을 하는 사람들이 많은 것으로도 유명하여, 주말에는 여러 가지 집회가 이루어지는 경우가 많다.

## 그외

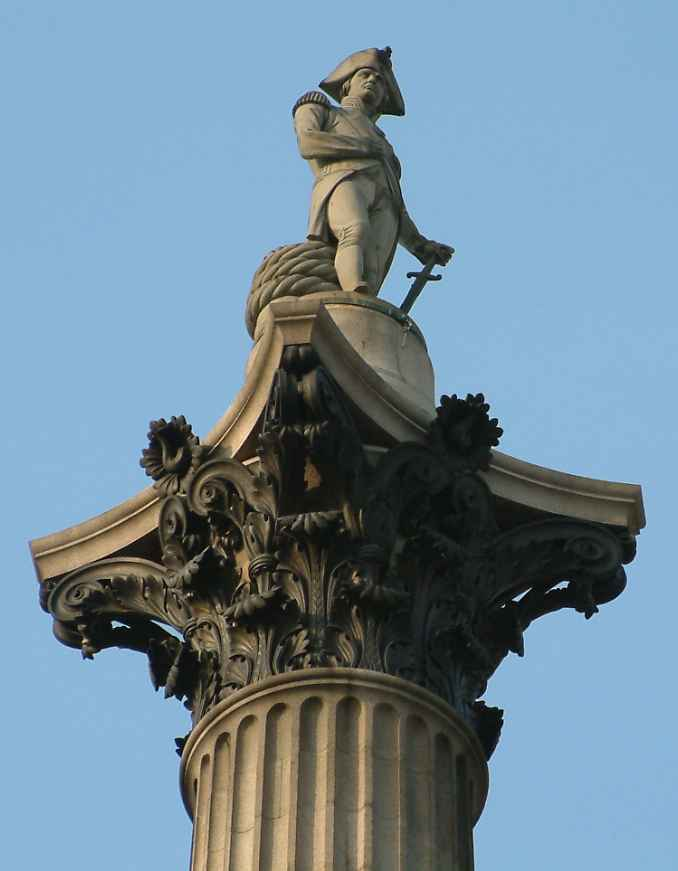
넬슨제독의 기념비

중앙에 분수대가 있는 넓은 공간으로 나오면 내셔널 갤러리로 들어가는 입구로 이어지는 계단이 있다. 이전에는 분수대 주변 사방은 통로로 둘러싸여 있었는데, 밀레니엄을 기념하면서 런던 개조공사의 일환으로 건축가 노만 포스터의 감독아래 통로를 하나로 통일하여 내셔널 갤러리에서 분수대까지 이어지는 큰 광장이 되었다.
넬슨 제독의 기념비는 분수대 근처에 있으며, 거대한 4마리의 사자 동상이 떠받치고 있는 형상으로 건축되었다.
광장 북쪽엔 내셔널 갤러리, 동쪽엔 세인트 마틴 인더 필즈 교회가 있다. 또 남동쪽엔 아드미럴티 아치에 인접해 있다. 남쪽에는 화이트 홀과 사우스 아프리카 하우스, 북쪽에는 차링 크로스 로드, 서쪽에는 캐나다 하우스가 있다.

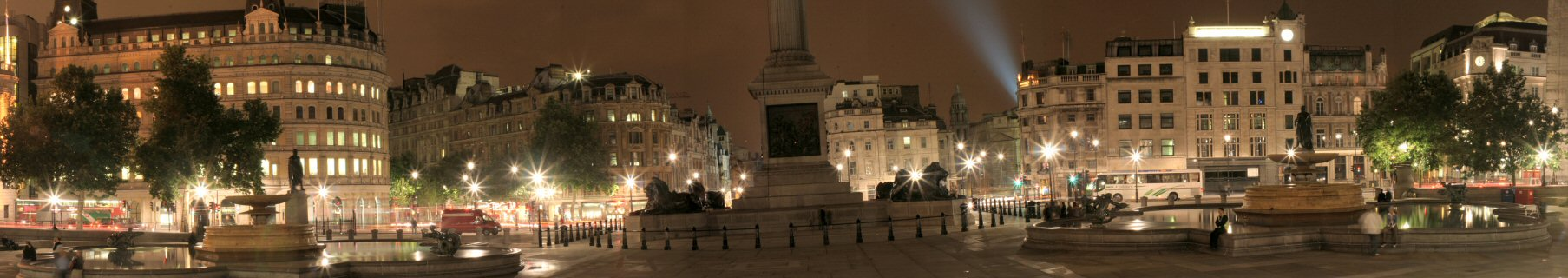
밤의 트라팔가 광장

## 같이 보기
- 팔러먼트 광장
- 피의 일요일 (1887년)